# Playing Place
 (mars 2024).
Playing Place est un village des Cornouailles, en Angleterre. Le village fait partie de la paroisse civile de Kea.